# 疏齒小副克里介
疏齒小副克里介（学名：Parakrithella pseudodonta）为荊花介科小副克里介屬下的一个种。